# Gudeng Xiang
Gudeng Xiang (kinesiska: 古登, 古登乡) är en socken i Kina. Den ligger i provinsen Yunnan, i den sydvästra delen av landet, omkring 410 kilometer väster om provinshuvudstaden Kunming. Antalet invånare är 15 783. Befolkningen består av 7 456 kvinnor och 8 327 män. Barn under 15 år utgör 24,0 %, vuxna 15-64 år 69 %, och äldre över 65 år 6,0 %.
Genomsnittlig årsnederbörd är 1 112 millimeter. Den regnigaste månaden är juli, med i genomsnitt 272 mm nederbörd, och den torraste är december, med 8 mm nederbörd.